# Lispocephala squamifera
Lispocephala squamifera este o specie de muște din genul Lispocephala, familia Muscidae, descrisă de Stein în anul 1913. Conform Catalogue of Life specia Lispocephala squamifera nu are subspecii cunoscute.